# 金尾灰蝶屬
金尾灰蝶屬（學名：Bindahara）是線灰蝶亞科玳灰蝶族裡的一個屬，分佈於東洋界。

## 物種
- 埃金尾灰蝶 （Bindahara arfaki） Bethune-Baker, 1913——又視作麥克金尾灰蝶的異名
- 麥克金尾灰蝶 （Bindahara meeki） (Rothschild & Jordan, 1905)
- 金尾灰蝶 （Bindahara phocides） (Fabricius, 1793)